# Кадијак ан Фронсаде
Кадијак ан Фронсаде (фр. Cadillac-en-Fronsadais) насеље је и општина у југозападној Француској у региону Аквитанија, у департману Жиронда која припада префектури Либурн.
По подацима из 2011. године у општини је живело 1198 становника, а густина насељености је износила 314,44 становника/km². Општина се простире на површини од 3,81 km². Налази се на средњој надморској висини од 29 метара (максималној 62 m, а минималној 1 m).

## Демографија
| 1962. | 1968. | 1975. | 1982. | 1990. | 1999. | 2011. |
| ----- | ----- | ----- | ----- | ----- | ----- | ----- |
| 437   | 453   | 602   | 774   | 899   | 886   | 1.198 |

График промене броја становника у току последњих година